# Sanicula trifoliata
Sanicula trifoliata är en flockblommig växtart som beskrevs av Eugene Pintard Bicknell. Sanicula trifoliata ingår i släktet sårläkor, och familjen flockblommiga växter. Inga underarter finns listade i Catalogue of Life.